# 김혜정 (배드민턴 선수)
김혜정(1998년 1월 3일~)은 대한민국의 배드민턴 선수이다. 삼성생명 배드민턴단 소속으로 활동하고 있으며, 2023년 제 19회 항저우 아시안게임 배드민턴 여자 단체 금메달 및 2022년 일본 오픈 배드민턴선수권대회 여자복식 금메달을 획득했다.